# Jimmy Neutron, un garçon génial (jeu vidéo)
Jimmy Neutron, un garçon génial (Jimmy Neutron: Boy Genius) est un jeu vidéo d'action-aventure développé par AWE Games et édité par THQ, sorti en 2001 sur Windows, GameCube, PlayStation 2 et Game Boy Advance.
Il s'agit de l'adaptation du film d'animation du même nom.

## Accueil
- Gamekult : 4/10 (GBA)[1]
- Jeuxvideo.com : 7/20 (PC)[2] - 12/20 (GBA)[3]